# Christophe Gans
Christophe Gans (ur. 11 marca 1960 w Antibes) – francuski reżyser, scenarzysta i producent filmowy.

## Filmografia

### Reżyser
- 1993 – Necronomicon
- 1995 – Wybrany
- 2001 – Braterstwo wilków
- 2006 – Silent Hill
- 2014 – Piękna i Bestia

### Scenarzysta
- 1993 – Necronomicon
- 1995 – Wybrany
- 2001 – Braterstwo wilków
- 2006 – Silent Hill
- 2014 – Piękna i Bestia

### Producent
- 2004 – Szepty w mroku